# Tiina Lillak
Ilse Kristiina ”Tiina” Lillak (née le 15 avril 1961 à Helsinki) est une athlète finlandaise spécialiste du lancer du javelot. Elle s'est notamment illustrée en devenant la première championne du monde de la spécialité en 1983 chez elle à Helsinki, puis en remportant la médaille d'argent lors des Jeux Olympiques de Los Angeles en 1984. 

## Palmarès
- Championnats du monde de 1983 à Helsinki :
  -  Médaille d'or du javelot
- Jeux olympiques de 1984 à Los Angeles :
  -  Médaille d'argent du javelot